# Fulgencio Sánchez (pintor)
Fulgencio Sánchez Baidez (Albacete, 6 de diciembre de 1954), conocido como Fufi, es un pintor español vinculado al arte abstracto. Su obra se ha desarrollado principalmente en la provincia de Albacete.

## Biografía
Realizó sus estudios de bachillerato en el Instituto Técnico de Enseñanza Media «Cristóbal Lozano» de Hellín, donde residió en el internado dirigido por la orden de los Capuchinos. En 1975 inició la carrera de Bellas Artes en la Facultad de San Carlos de la Universidad Politécnica de Valencia. Posteriormente residió por un tiempo en París.
Durante un período, estuvo internado en diversos hospitales psiquiátricos. Fue en el hospital de Albacete donde retomó su actividad artística.

## Obra
Su producción pictórica se caracteriza por el uso de formas geométricas y un alto grado de abstracción, con temáticas que oscilan entre lo onírico, lo simbólico y lo introspectivo. El propio autor ha denominado su estilo como fufismo, en alusión a su apodo.